# زادولی
زادولی (به چکی: Zádolí) یک منطقهٔ مسکونی در جمهوری چک است که در شهرستان اوستی ناد اورلیتسی واقع شده‌است. زادولی ۴٫۲۵ کیلومتر مربع مساحت و ۹۳ نفر جمعیت دارد و ۴۱۲ متر بالاتر از سطح دریا واقع شده‌است.